# Аркейд Файър
„Аркейд Файър“ (на английски: Arcade Fire) е инди рок група, създадена през 2001 в Монреал, Квебек, Канада. Състои се от съпрузите Уин Бътлър и Режин Шасан, заедно с Уил Бътлър (брат на Уин), Ричард Рийд Пери, Тим Кинсгбъри и Джеръми Гара. В турнетата им участие взимат и цигуларката Сара Нойфелд, колаборационистът Оуен Палет, двама допълнителни перкусионисти, Диол Едмонд и Тайуил Дупрат, както и саксофонистите Мат Баудър и Стюарт Боги.

## Накратко
Основана през 2001 г. от приятелите и съученици Уин Бътлър и Джош Дю, групата става известна през 2004 г. с излизането на албума им Funeral, който е оценен високо от критиката. Печелят множество награди, включително Грами 2011 за албум на годината, Джуно 2011 за Албум на годината и Брит 2011 за Най-добър чуждестранен албум на годината за техния трети студиен албум The Suburbs, издаден през 2010. Албумът е посрещнат възторжено от критиката и Аркейд Файър постигат комерсиален успех. В по-ранните години, печелят през 2008 наградата на Meteor Music за Най-добър чуждестранен албум и също през 2008 отнасят приза на наградите Джуно за Най-добър алтернативен албум на годината за техния втори студиен албум Neon Bible. Групата е номинирана за „Грами“ за Най-добър алтернативен албум за три от техните албуми. През 2013 излиза четвъртият им албум Reflektor, и написват също музиката към филма на Спайк Джоунс Тя., за което Уил Бътлър, заедно с Оуен Палет, получават номинация за Оскар за Най-добра музика на 86-те Награди на филмовата Академия.
Групата е известна с това, че свири на голям брой инструменти – китара, барабани, бас китара, пиано, цигулка, виола, виолончело, контрабас, ксилофон, глокеншпил, кийборд, валдхорна, акордеон, арфа, мандолина и hurdy-gurdy. Музикантите взимат със себе си по-голямата част от тях за турнетата си и често сменят инструментите си по време на концерт.

## История

### Начало (2001 – 2003)
Уин Бътлър и Джош Дю се запознават в академията Филикс Екзетър като съученици и създават Аркейд Файър през 2001 в Монреал. Двамата посещават университета Конкордия, където започват да развиват музикалните си идеи. Дуото започва да репетира в университета МакГил, където срещат Режин Шасан, студентка по музика, и я канят да се присъедини към тях. Дю си спомня: „Уин и аз свирехме на китара. Всички свиреха на китара. Нямахме музика, която да ѝ покажем, но накрая тя все пак се съгласи да дойде при нас, не знам защо. Може би е имала малка искра с Уин.“ Триото записва демо песни и започва да ги изпълнява на живо през втората половина на 2001. По това време групата се състои от бъдещите съпрузи Уин Бътлър и Режин Шасан, певец и китарист Джош Дю, мулти-инструменталист Тим Кайл, басист Адам Лавиан, китарист и барабанист Дейн Милс и мулти-инструменталист Брендън Рийд, който тогава живее с Бътлър и Шасан в дома им в Монреал и им сътрудничи при писането на текстове и музикалните аранжименти. (2001 – 2003)
Първоначалната структура на групата започва да се разпада през лятото на 2002, когато пътуват до семейната ферма на Бътлър в Мейн, за да запишат първия си EP диск. Напрежението между Бътлър и басистът Майлс Броско кара басиста да напусне групата. Ричард Рийд Пери започва да помага в записа на диска и скоро след това се присъединява към Аркейд Файър. По същото време Джош Дю напуска групата, за да продължи следването си, но продължава да помага с визуалните аспекти. През зимата на 2003 групата отпразнува с концерт в Монреал излизането на първия си диск – Arcade Fire EP. В препълнения бар концертът свършва със спор между Бътлър и Пери, който напуска групата на сцената. Милс също напуска бандата. За да може групата да продължи да свири, Уил Бътлър и Тим Кингсбъри заместват Рийд и Милс. Едноименното издание на диска (често наричано от феновете Us Kids Know EP) се продава на първите концерти. Скоро след това дискът е ремастериран и започва да се продава и в музикалните магазини.
Потенциалът, показан от Аркейд Файър в първите им концерти, им позволява да сключат договор с независимата звукозаписна компания Merge Records още преди края на първата им година като група.
Когато бива попитан за слуха, че името на групата идва от пожар в игрална зала, Уин Бътлър споделя: „Не е слух, името е базирано на история, която някой ми разказа. Не е истинско събитие, но го смятах за истина. Бих казал, че е по-скоро нещо, което онова хлапе си измисли, но по онова време му повярвах.“

### Funeral(2004 – 2006)
Първият им албум Funeral („Погребение“) е издаден през септември 2004 в Канада и февруари 2005 в Англия. По време на записа, няколко близки роднини на членовете на групата умират и името на албума е препратка към тяхната смърт. Тези събития създават мрачна и печална атмосфера, която вдъхновява песни като „Une Anee Sans Lumiere“ („Една година без светлина“), „In The Backseat“ („На задната седалка“) и „Haiti“ („Хаити“), елегията на Шасан към загубената ѝ родина.
Албумът бива оценен високо от критиците, като често е включван в списъци „Топ десет най-добри албуми на годината“ през 2004 и 2005, а Pitchfork, Filter и No Ripcord го обявяват за най-добрия албум на годината. За NME това е вторият най-добър албум, излязъл през 2005, а песента „Rebellion (Lies)“ [„Бунт (Лъжи)“], втората най-добра песен за годината. През ноември 2005 Funeral вече е златен албум в Канада и Обединеното Кралство, като успява да продаде над половин милион копия в света – доста голяма цифра за албум, издаден от независим лейбъл, с минимална реклама по радио и телевизия. За много от критиците Funeral е модерна класика, както и един от най-добрите албуми за десетилетието и на всички времена. Албумът е включен и в книгата „1001 музикални албума, които непременно трябва да чуете“.
Първоначално групата свири в малки клубове за турнето им през 2004, но нарастващият интерес ги кара да изпълняват песните си на по-големи сцени от очакваното. Турнето на групата продължава до средата на 2005, като свирят в САЩ, Канада, Европа, като също така участват и в музикалните фестивали SummerSonic в Япония и Hillside в Канада. Въпреки че през значителна част от лятото нямат концертна дейност, свирят на едни от най-големите музикални фестивали в света: Halifax Pop Explosion, Coachella Valley Music and Arts Festival, the Sasquatch! Music Festival, Lollapalooza, Vegoose Festival, Reading and Leeds Festival в Англия, Electric Picnic в Ирландия и Lowlands Festival в Холандия.
През април 2005 Аркейд Файър са на корицата на канадското издание на списание Time. На първи май 2005 свирят на един от най-големите музикални фестивали в света Коачела в Калифорния, САЩ. През юни излиза песента „Cold Wind“, създадена като саундтрак на сериала Six Feet Under („Два метра под Земята ООД“).
Телевизия BBC използва песента „Wake Up“ („Събуди се“) за собствена реклама през есента на 2005, а песните „Rebellion (Lies)“ и „Neighborhood No. 1 (Tunnels)“ [„Квартал №1 (Тунели)“] за други реклами през януари 2006. През септември 2005 групата участва в британския/американски телевизионния концерт „Fashion Rocks“. Към тях се присъединява Дейвид Бауи за песента „Wake Up“. Този запис, заедно със записите на кавърите им на песните на Бауи „Life on Mars“ и „Five Years“, се продава в музикалния виртуален магазин iTunes като лайв EP. Същото пътуване до Ню Йорк Сити ги отвежда до „Късното шоу на Дейвид Летърман“ и концерт в Сентрал Парк, който включва изненадващо появяване на Бауи.
Преди ирландската група U2 да започнат концертите си от турнето Vertigo 2005 – 6 се чува запис на песента „Wake Up“. Впоследствие Аркейд Файър стават тяхна подгряваща група за три концерта, а на третия в Монреал заедно с U2 правят кавър на песента на Joy Division „Love Will Tear Us Apart“. Същата песен може да се чуе няколко пъти по време на телевизионното излъчване на Супербоул на пети февруари 2010.
Funeral и сингълът „Cold Wind“ са номинирани съответно за наградата Грами за Най-добър рок албум и Най-добра песен написана за филм, телевизия или друга визуална медия. На втори април 2006 Аркейд Файър получават наградата Джуно за Текстописци на годината за три песни от Funeral: „Wake Up“, „Rebellion (Lies)“ и „Neighborhood No. 3 (Power Out)“. Групата също така бива номинирана за три награди Брит за Най-добра чуждестранна група, Най-добър чуждестранен албум и Най-добър чуждестранен дебют. На двадесет и седми декември 2005 Funeral е на първо място в класацията на MTV2 „Най-добрите 50 албума на годината“ в Англия. През 2007 Funeral е на осмо място в книгата „Топ 100 най-добри канадски албума“. През 2009 Pitchfork обявява Funeral за втория най-добър албум на десетилетието в списъка им от 200 албума.
Neon Bible
The Suburbs
Reflektor
На 28 октомври 2013 излиза студийният им двоен албум Reflektor. Промоцията му включва герила маркетингова кампания и издаването на сингъла Reflektor, представен от измислена музикална група „The Reflektors“ на 9 септември 2013.

## Дискография
Студийни албуми
- Funeral (2004)
- Neon Bible (2007)
- The Suburbs (2010)
- Reflektor (2013)
- Everything Now (2017)
- We (2022)
- Pink Elephant (2025)